# Marshall Arena
Marshall Arena (dawniej Arena MK, także Milton Keynes Arena) – wielofunkcyjna hala sportowo-widowiskowa w Milton Keynes, Buckinghamshire, w Anglii, położona obok Stadionu MK. Hala została otwarta w 2014 roku i może pomieścić około 5000 widzów.

## Historia
Początkowo hala miała być siedzibą profesjonalnej drużyny koszykówki Milton Keynes Lions i miała powstać jeszcze na początku XXI wieku, ale ze względów finansowych zrezygnowano z tego pomysłu.
Hala została oficjalnie otwarta 8 lutego 2014 r. Pierwszą imprezą w tych progach były mistrzostwa Anglii w badmintonie.
We wrześniu 2018 roku firma Marshall Amplification ogłosiła zawarcie umowy z Arena MK na wykorzystanie przestrzeni do wydarzeń muzycznych, zmieniając jej nazwę na „Marshall Arena”.

## Imprezy międzynarodowe

### Rzutki
Od 2015 roku arena jest gospodarzem turnieju Masters Professional Darts Corporation.

### Snooker
Marshall Arena została wybrana na miejsce turnieju snookera Ligi Mistrzów 2020, który odbędzie się w czerwcu 2020 roku. W związku z ograniczeniami związanymi z pandemią COVID-19 w Wielkiej Brytanii ważne było, aby wydarzenie mogło odbyć się za zamkniętymi drzwiami, bez konieczności opuszczania obiektu przez graczy i oficjeli na czas ich zaangażowania po przybyciu. Z podobnych powodów w tej hali odbyło się większość turniejów sezonu snookerowego 2020/2021.
W kolejnych sezonach w hali MK odbyły się również:
- English Open 2021,
- European Masters 2022,
- British Open 2022.